# Manabu Saitó
Manabu Saitó (* 4. duben 1990) je japonský fotbalista.

## Reprezentace
Manabu Saitó odehrál 6 reprezentačních utkání. S japonskou reprezentací se zúčastnil Mistrovství světa 2014.

## Statistiky
| Japonsko | Japonsko | Japonsko |
| Roky     | Záp.     | Góly     |
| -------- | -------- | -------- |
| 2013     | 3        | 1        |
| 2014     | 2        | 0        |
| 2015     | 0        | 0        |
| 2016     | 1        | 0        |
| Celkem   | 6        | 1        |